# فرانسيس هنديس غروم
فرانسيس هنديس غروم (بالإنجليزية: Francis Hindes Groome)‏، (30 أغسطس 1851 - 24 يناير 1902)، اسمه الأدبي (The Tarno Rye) ويعني (السيد الغجري الشاب)، هو ابن روبرت غروم [الإنجليزية] رئيس شمامسة سوفولك، كان كاتِبًا وقبل ذلك كان المعلق الأول في عصره على شعب الروما (الغجر)، لغتهم، وحياتهم، وتاريخهم، وعاداتهم، ومعتقداتهم، وتقاليدهم العرفية.

## روابط خارجية
- Biography at the Gazetteer for Scotland
- مؤلفات Francis Hindes Groome في مشروع غوتنبرغ